# 燕山
燕山（つばくろさん、つばめさん）は茨城県桜川市に位置する標高701mの山である。

## 地形
2つの峰からなる双耳峰で標高は北峰が701m、南峰が698mである。
北から御嶽山、雨引山、燕山、加波山、丸山、足尾山、きのこ山、弁天山、筑波山の順に連なる筑波連山北部の山の1つである。

## 利用
北峰にはLuckyFM茨城放送、南峰にはNHK水戸放送局や八郷テレビ中継局、国土交通省（旧・建設省）の無線中継所などの通信施設がある。
加波山を中心に燕山や丸山などの周辺は花崗岩（御影石）の産地である。西側の中腹には多くの採石場（石切場）があり、桜川市（旧・真壁町）は石材の町として全国的に知られている。

## 登山
北側の雨引山或いは南側の加波山から筑波連山を縦走してくる登山者が多い。関東ふれあいの道のコースにもなっている。また南峰まで林道が続いているため、車での登頂も可能である。

## FMラジオ放送送信設備
| 周波数 （MHz） | 放送局名         | コールサイン等  | 空中線電力 | 実効輻射電力 | 放送対象地域 | 放送区域内世帯数 |
| -------------- | ---------------- | --------------- | ---------- | ------------ | ------------ | ---------------- |
| 83.2           | NHK 水戸FM       | JOEP-FM         | 1kW        | 5.8kW        | 茨城県       | 約98万世帯       |
| 94.6           | LuckyFM 茨城放送 | （IBS加波山FM） | 1kW        | 5.2kW        | 茨城県       | 222万3,293世帯   |

- NHK水戸FMは親局として1970年3月28日に開局した[6]。送信所の所在地は茨城県桜川市大曽根[7]（同局公式サイトでは「加波山[8]」としている）であり、同県南東部から南部太平洋沿岸にかけて中継局はない。
- 茨城放送は2015年8月13日に関東管内初のFM補完中継局として総務省関東総合通信局から免許が付与され[3]、8月17日に正式に開局した[9]。同中継局は茨城県桜川市東飯田[5]にある。公称の放送エリアは茨城県県央、県西、県南、鹿行の各地域、千葉県、埼玉県、栃木県、群馬県、東京都の一部となる[10]。